# José Antonio Carrasco
José Antonio Carrasco Ramirez (* 8. September 1980 in Madrid) ist ein ehemaliger spanischer Radrennfahrer, der im Straßenradsport aktiv war.

## Sportlicher Werdegang
José Antonio Carrasco gewann 2004 zwei Etappen bei der Vuelta a Quintana und konnte so auch die Gesamtwertung für sich entscheiden. Außerdem gewann er jeweils ein Teilstück bei der Vuelta a Albacete, der Vuelta a Zamora und bei der Vuelta a Salamanca. Im nächsten Jahr gewann er zwei Etappen bei der Vuelta a Alicante und das dritte Teilstück der Vuelta a Extremadura. 2006 gewann er wieder drei Etappen bei der Vuelta a Alicante und konnte so auch die Gesamtwertung für sich entscheiden. Bei der Vuelta a León wurde er auch Gesamterster. In der Saison 2007 war Carrasco auf dem zweiten Teilstück der Volta a Coruña erfolgreich. 2008 und 2009 fuhr er für das spanische Professional Continental Team Andalucia-Cajasur, mit dem er an der Vuelta a España 2008 teilnahm und diese auf Platz 65 beendete.  
2011 und 2012 fuhr Carrasco für das griechische Continental Team KTM-Murcia, blieb aber ohne weitere zählbare Erfolge. Nach der Saison 2012 beendete er im Alter von 32 Jahren seine Karriere im Radsport. 

## Erfolge
2005
- eine Etappe Vuelta a Extremadura

2006
- Gesamtwertung Vuelta a León

## Grand-Tour-Platzierungen
| Grand Tour            | 2008 |
| --------------------- | ---- |
| Giro d’ItaliaGiro     | –    |
| Tour de FranceTour    | –    |
| Vuelta a EspañaVuelta | 65   |